# Elio Rojas
Elio Rojas est un boxeur dominicain né le 25 septembre 1982 à San Francisco de Macorís.

## Carrière
Il devient champion du monde des poids plumes WBC le 14 juillet 2009 en battant aux points le japonais Takahiro Aoh puis conserve son titre en dominant toujours aux points Guty Espadas Jr. le 20 février 2010. Déclaré champion en repos quelques mois plus tard, la ceinture WBC est remise en jeu le 26 novembre 2010 et remportée par la Japonais Hozumi Hasegawa.